# Mołczany (sielsowiet Narocz)
Mołczany − dawna wieś i zaścianek. Obecnie część wsi Niekrasze na Białorusi, w obwodzie mińskim, w rejonie miadzielskim, w sielsowiecie Narocz.

## Historia
W czasach zaborów wieś i zaścianek w gminie Kobylnik, w powiecie święciańskim, w guberni wileńskiej Imperium Rosyjskiego. W 1866 roku wieś zamieszkiwało 31 mieszkańców w 3 domach. W 1905 roku wieś liczyła 37 mieszkańców, 60 dziesięcin; zaścianek liczył 6 mieszkańców, 38 dziesięcin, własność Cybulskiego.
Po I wojnie światowej pod administracją polską, w Zarządzie Cywilnym Ziem Wschodnich. W latach 1920–1922 w składzie Litwy Środkowej.
Od 11 kwietnia 1922 wieś i zaścianek leżały w Polsce, w województwie wileńskim, w powiecie święciańskim, od 1926 roku w powiecie postawskim, w gminie Kobylnik.
W 1931:
- wieś w 5 domach zamieszkiwały 22 osoby[4].
- zaścianek w 2 domach zamieszkiwało 9 osób[4].

W 1938 roku miejscowości należały do gromady Czuczelice gminy Kobylnik.
Do 1945 w Polsce. Od 1946 roku w granicach Związku Sowieckiego. Od 1991 w niepodległej Białorusi.